# Ammovertella
Ammovertella es un género de foraminífero bentónico de la subfamilia Tolypammininae, de la familia Ammodiscidae, de la superfamilia Ammodiscoidea, del suborden Ammodiscina y del orden Astrorhizida. Su especie-tipo es Ammodiscus (Psammophis) inversus. Su rango cronoestratigráfico abarca desde el Pennsylvaniense (Carbonífero superior) hasta el Pérmico.

## Discusión
Clasificaciones previas incluían Ammovertella en el suborden Textulariina del orden Textulariida.

## Clasificación
Ammovertella incluye a las siguientes especies:
- Ammovertella bulbosa †
- Ammovertella cellensis †
- Ammovertella curva †
- Ammovertella cylindrica †
- Ammovertella delicata †
- Ammovertella elegantissima †
- Ammovertella elevata †
- Ammovertella howchini †
- Ammovertella inversus †
- Ammovertella kungurensis †
- Ammovertella labyrintha †
- Ammovertella lata †
- Ammovertella latimerensis †
- Ammovertella liassic †
- Ammovertella lisae †
- Ammovertella parainversa †
- Ammovertella persica †
- Ammovertella polygra †
- Ammovertella primaparva †
- Ammovertella prodigalis †
- Ammovertella shanxiensis †
- Ammovertella tauragensis †
- Ammovertella tornella †
- Ammovertella undulata †
- Ammovertella vaga †